# Styx (Gedichtband)
Styx ist der erste Gedichtband von Else Lasker-Schüler, den sie Ende 1901 im Verlag von Axel Juncker veröffentlichte.

## Publikation
Juncker hatte im Herbst 1901 sein Interesse an einer Veröffentlichung von Lasker-Schülers Gedichten angemeldet. Lasker-Schüler hatte dem zugestimmt, die Erstauflage sollte 1050 Exemplare sein, wobei sie erst nach Verkauf von 300 Exemplaren ein Honorar von 100 Mark erwarten durfte. Nach einer kleinen Verzögerung erschien der Band dann Ende 1901 und die Autorin jubelte: „Mein Buch ist da hurrah schon drei Wochen macht es Epochen kaufet kaufet […]“ Und an den Herausgeber der Zeitschrift Avalun, der zuvor den Abdruck ihrer Gedichte abgelehnt hatte, schreibt sie nun selbstbewusst: „Dieser Tage sendet mein Verleger 62. lyrische Soldaten in die Welt um Euch zu besiegen, Europa, Asien, Afrika, Australien. Geht Euer Avalun ein?“ Die „62 lyrischen Soldaten“ bezogen sich auf die 62 Gedichte des Bandes.
Weiterhin bat sie ihren Verleger, Freiexemplare an die „liter[arischen] Könige Europas“ zu senden, zu denen sie damals Peter Altenberg, Gerhart Hauptmann, Henrik Ibsen und vor allem Richard Dehmel zählte. Überhaupt bemühte sich Lasker-Schüler intensiv darum, ihrem Erstling Publizität zu verschaffen und die maßgeblichen Personen mit ihren Dichtungen bekannt zu machen. Sie schrieb Dutzende Karten, ließ ein Porträtfoto von sich für die Schaufenster der Buchhandlungen anfertigen, forderte auf Kredit weitere Freiexemplare an und hatte sich für die Styx-Publikation bereits bei ihrem Schreiben an den Avalun-Verleger um 8 Jahre verjüngt und war nun am 11. Februar 1877 geboren.
Einige der Gedichte wurden von Herwarth Walden vertont, den Lasker-Schüler nach ihrer Scheidung von Berthold Lasker 1903 heiraten sollte. Die Zehn Gesänge zu Dichtungen Else Lasker-Schülers wurden am 25. März 1902 in einem Konzert uraufgeführt. Lasker-Schüler konnte dem Konzert nicht beiwohnen, da sie zu der Zeit sich von einer Erkrankung erholte. Stellvertretend schickte sie ihren Verleger in das Konzert.

## Inhalt
Von den 62 Gedichten des Bandes waren 44 Erstveröffentlichungen. Die zuvor publizierten Gedichte waren in der Gesellschaft von Ludwig Jacobowski, in Rudolf Steiners Magazin für Litteratur, in weiteren Publikationen aus der Gruppe der Kommenden, sowie in Martin Bubers Ost und West erschienen.
Die Gedichte können grob in drei Gruppen unterschieden werden. Zunächst einmal sind da die Gedichte mit Bezug zur Familie, also zu den verstorbenen Eltern, den Schwestern und ihrem damals zweijährigem Sohn. Zu diesen gehören das Einleitungsgedicht Chronica (siehe unten) oder Mutter, in dem sie die am 27. Juli 1890 verstorbene Mutter beschwört:
Ein weisser Stern singt ein Totenlied

In der Julinacht,

Wie Sterbegeläut in der Julinacht.

Und auf dem Dach die Wolkenhand,

Die streifende, feuchte Schattenhand

Sucht nach meiner Mutter.

[…]
Eine weit größere Gruppe bilden teilweise stark erotisch gefärbte Liebes- und auch Hassgedichte, die einen gewissen Einfluss der vitalistischen Lyrik Nietzsches, Hilles und Dehmels annehmen lassen, zugleich in der Zerrissenheit des sich kundgebenden lyrischen Ichs einen ganz neuen, eigenen Ton finden. Zu dieser Gruppe gehören etwa Nervus Erotis, Meine Schamröte und Eros. In einigen finden sich aber auch schon ironisch-distanzierende Anklänge, so zum Beispiel in Orgie:
Der Abend küsste geheimnisvoll

Die knospenden Oleander.

Wir spielten und bauten Tempel Apoll

Und taumelten sehnsuchtsübervoll

Ineinander.

Und der Nachthimmel goss seinen schwarzen Duft

In die schwellenden Wellen der brütenden Luft, […]
Schließlich weisen einige der Gedichte keine Ähnlichkeit mit irgendwelchen zeitgenössischen Bezugsgrößen auf und weisen vielmehr auf das voraus, was als das Eigentümliche Lasker-Schülers in den folgenden Jahren für die Literatur lesende Welt zum Begriff werden wird. Als Beispiel hier Weltflucht:
Ich will in das Grenzenlose

Zu mir zurück,

Schon blüht die Herbstzeitlose

Meiner Seele,

Vielleicht – ist’s schon zu spät zurück!

O, ich sterbe unter Euch!

Da Ihr mich erstickt mit Euch.

Fäden möchte ich um mich ziehn –

Wirrwarr endend!

Beirrend,

Euch verwirrend,

Um zu entfliehn

Meinwärts!
Als 1917 Lasker-Schülers Gesammelte Gedichte im Verlag der Weißen Bücher erscheinen sollten, überarbeitete die Autorin die in Styx erschienenen Gedichte teilweise. Bei manchen beschränkte sich die Änderung auf Interpunktion und Strophengliederung, etwa bei Meine Schamröte, bei anderen wurde außerdem der Titel geändert, so wurde aus Sterne des Fatums in der zweiten Fassung Liebessterne. Und bei einigen Gedichten sind die Eingriffe tiefgreifend, so etwa bei Chronica, dem Einleitungsgedicht der Erstauflage:
| 1. Fassung | 2. Fassung |
| Mutter und Vater sind im Himmel Und sprühen ihre Kraft An singenden Fernen vorbei, An spielenden Sternen vorbei Auf mich nieder. Himmel bebender Leidenschaft Prangen auf, O, meine ganze Sehnsucht reisst sich auf Durch goldenes Sonnenblut zu gleiten! Fühle Mutter und Vater wiederkeimen Auf meinen ahnungsbangen Mutterweiten. Drei Seelen breiten Aus stillen Morgenträumen Zum Gottland ihre Wehmut aus. Denn drei sind wir Schwestern, Und die vor mir träumten schon in Sphinxgestalten Zu Pharaozeiten. Mich formte noch im tiefsten Weltenschooss Die schwerste Künstlerhand. […] | Mutter und Vater sind im Himmel – Amen. Drei Seelen breiten Aus stillem Morgenträumen Zum Gottland ihre Wehmut aus; – Denn drei sind wir Schwestern, Die vor mir träumten schon in Sphinxgestalten Zu Pharaozeiten; – Mich formte noch im tiefsten Weltenschoß Die schwerste Künstlerhand. […] |

In der Neufassung erhielt der Band auch ein dem Titel entsprechendes dreizeiliges Eingangsgedicht Styx:
O, ich wollte, daß ich wunschlos schlief,

Wüßt ich einen Strom, wie mein Leben so tief

Flösse mit seinen Wassern.

## Rezeption
Die Kritik schied sich bei der Besprechung von Styx einigermaßen säuberlich in Avantgarde und bürgerliche Presse.
So begrüßte der mit Lasker-Schüler befreundete Samuel Lublinski in der Zeitschrift Ost und West die lyrische Debütantin und stellt sich gleich in einen ihr langfristig gemäßen Kontext: „[…] sie bewährt sich als späte […] Enkelin jener uralten Sänger, die einst die Psalmen oder das Buch Hiob gedichtet haben“ und das Gedicht „Mein Sturmlied“ klinge, „als ob Wüste und Gewitter sich einander vermählten, wie einst am Sinai, und zugleich ist es doch ein intim persönliches modernes Liebeslied.“
Sein Fazit: „Wer über moderne Lyrik mitreden […] will […], der lese ‚Styx‘ von Else Lasker-Schüler.“ Und Edgar Alfred Regener, Rezensent des einflussreichen Literarischen Echos zeigte sich beeindruckt und meinte sogar, Lasker-Schüler habe mit ihrem ersten Band bereits ihren Zenit erreicht, da eine weitere Steigerung nicht mehr möglich sei.
Auch von Erich Mühsam wurde der Band besprochen, allerdings zusammen mit zwei anderen Gedichtbänden unter der Überschrift „Die jüngste deutsche Frauenlyrik“.
Dagegen lehnte Paul Remer in der illustrierten Unterhaltungsbeilage des Tag das „Gewollte und Gequälte dieser Mystik“ ab und sah bei Lasker-Schüler ein überreiztes Nervensystem am Werk.

## Ausgaben
- Erstausgabe: Axel Juncker Verlag, Berlin 1902 [=1901]. Die anonyme Zeichnung auf dem Titelblatt stammt von Fidus.
- Überarbeitete Fassungen in: Die gesammelten Gedichte. Verlag der Weißen Bücher, Leipzig 1917.
- Vertonung: Herwarth Walden: Zehn Gesänge zu Dichtung von Else Lasker-Schüler. Für eine Singstimme und Klavier. Op. 1. Reinike, Berlin 1904.
- Aktuell: Styx. Omnium, Berlin 2016, ISBN 978-3-95822-012-6.